# Brandon McKinney (safety)
Brandon McKinney (Orange, ...) è un giocatore di football americano statunitense che gioca come strong safety per gli Elecom Kōbe Finies.
Dopo aver giocato per due squadre universitarie, ha firmato nel 2022 con i giapponesi Elecom Kōbe Finies.